# Tramwaje w Ust´-Katawie
Tramwaje w Ust'-Katawie − służbowy system transportu tramwajowego w rosyjskim mieście Ust´-Kataw.

## Historia
Tramwaje w Ust'-Katawie uruchomiono w 1973. Do 1997 na linii przewożono głównie pracowników zakładów UKWZ. Obecnie linia służy testowaniu tramwajów wyprodukowanych przez UKWZ. Linia tramwajowa ma długość 4 km i szerokość toru 1524 mm. 

## Linia
Linia rozpoczyna się na terenie zakładów UKWZ i kończy się w Paraninie.